# Marv Films
Marv Films is een Brits film- en televisieproductiebedrijf opgericht door Matthew Vaughn en Guy Ritchie in 1997. Meest bekend zijn de films Layer Cake, Stardust, Kick-Ass, Kingsman: The Secret Service en Kingsman: The Golden Circle.

## Films
- Lock, Stock and Two Smoking Barrels (1998)[1]
- Snatch (2000)[2]
- Swept Away (2002)[3]
- Layer Cake (2004)[4]
- Stardust (2007)
- Harry Brown (2009)
- Kick-Ass (2010)
- Kick-Ass 2 (2013)
- Kingsman: The Secret Service (2014)
- Fantastic Four (2015)
- Eddie the Eagle (2016)
- Kingsman: The Golden Circle (2017)
- Rocketman (2019)